# Florenz (Name)
Florenz oder Florens ist ein männlicher Vorname, der auch als Familienname gebräuchlich ist. 

## Herkunft
Der Name ist eine (ursprünglich holländische) Variante des lateinischen Namens Florentin. Zur Bedeutung siehe dort. Weitere Varianten sind: Fiorente, Fiorentino, Fiorento, Fiorenzo, Fiorenzino, Florento, Florenzio oder Florenzo.

## Namensträger

### Name
Form Florens
- Florens von Holland († 1210), holländischer Geistlicher und Militär
- Florens I. (Holland) (um 1020–1061), Graf von Holland
- Florens II. (Holland) (um 1080–1122), Graf von Holland
- Florens III. (Holland) (um 1138–1190), Graf von Holland
- Florens IV. (Holland) (1210–1234), Graf von Holland und Zeeland
- Florens V. (Holland) (1254–1296), Graf von Holland
- Florens der Vogt (um 1228–1258), Regent in Holland

Form Florenz
- Florenz der Schwarze (um 1115–1133), holländischer Graf und Rebell
- Florenz von Hennegau (1255–1297), Fürst von Achaia
- Florenz von Wevelinghoven (um 1330–1393), Domherr in Köln, Bischof von Münster und Utrecht

### Vorname
Form Florens
- Florens von Bockum-Dolffs (Politiker) (1802–1899), deutscher Beamter und Politiker, MdR
- Florens von Bockum-Dolffs (Landrat, 1842) (1842–1939), deutscher Verwaltungsbeamter
- Florens Deuchler (1931–2018), Schweizer Kunsthistoriker und Mediävist
- Florens Felten (* 1941), deutscher Klassischer Archäologe
- Florens Christian Rang (1864–1924), deutscher Theologe, Politiker und Schriftsteller
- Florens Schmidt (* 1984), deutscher Schauspieler, Musiker und Synchronsprecher

Form Florenz
- Florenz von dem Felde (1643–1714), deutscher Benediktiner, Fürstabt von Corvey
- Florenz Ludwig von Bockum genannt Dolffs (1769–1813), deutscher Oberst
- Florenz Sartorius (1846–1925), deutscher Mechaniker und Unternehmer
- Florenz Friedrich Sigismund (1791–1877), deutscher Jurist und Dichter
- Florenz Ziegfeld junior (1867–1932), US-amerikanischer Theater- und Filmproduzent

### Familienname
Form Florens
- Danielle Florens (* 1964), französische Botanikerin und Sportlerin
- Henri Florens (1952–2025), französischer Jazzmusiker (Piano)
- Vincent Florens (* 1971), mauritischer Ökologe

Form Florenz
- Hans Florenz (* 1953), deutscher Komponist
- Karl Florenz (1865–1939), deutscher Japanologe
- Karl-Heinz Florenz (* 1947), deutscher Politiker (CDU)